# Milan Žugelj
Milan Žugelj (Nova Ljeskovica, 15. ožujka 1907. – Beograd) bio je hrvatski revolucionar i komunist.

## Životopis
Rođen je u Irenovcu (današnja Nova Ljeskovica) 15. ožujka 1907., od oca Josipa, slovenskog pdorijetla, i majke Franciske (rođ. Klobučar). Bio je oženjen komunistkinjom Ružom Turković, s kojom je imao kćerku Aleksandru. Godine 1936. sudjelovao je u Genevi s Ivom Lolom Ribarom i drugim komunistima na Svjetskom omladinskom mirovnom kongresu. Veliki dio svog rada vršio je u sindikalnom pokretu u Savezu metalaca. Godine 1941. odlazi u Beč gdje je šest mjeseci je radio kao metalac u Verreinigte Mettalwerke. Nakon toga je prešao u Stockerau kraj Beča i tamo radio mjesec dana. Nakon što je Andrije Hebranga u iskazu danom ustaškim istražiteljima u Zagrebu izjavio da je Milan Žugelj njegov informator u Beču, uhićen je 30. lipnja 1942. u Wiener Neustadtu kod Beča. U Zagrebu je pušten u studenom i to nakon osude. Nakon završetka rata radio je u Sindikatu i u saveznom Ministarstvu rada u Beogradu. Uhićen je nakon uhićenja Andrije Hebranga 1948. godine. Smatra se da je u zatvoru UDBA-e u Beogradu ubijen, kao i Andrija Hebrang.

### Članci
- Milovančev, Nikola. 2019. Milan Žugelj i Andrija Hebrang u dokumentima beogradskog Gestapa i UDBE. Zbornik Janković. Ogranak Matice hrvatske u Daruvaru. Daruvar. 4 (4): 307–354